# Богатий (герб)
Багатий − польський шляхетський герб.

## Опис герба
Опис з використанням принципів блазонування, запропонованих Альфредом Знамеровським:
Щит пересічено горизонтально. У верхньому червоному полі дві срібні стріли в андріївський хрест; у нижньому блакитному полі 6 срібних зірок (3, 2, 1). Намет праворуч червоний, зліва синій, підбиті сріблом.

## Найбільш ранні згадки
Вперше з'являється у Краківському воєводстві в 1532 році.

## Роди
Герб цей, як власний герб, належав лише одній родині - Богатим.